# Транспорт в Туркменистане
Транспорт в Туркменистане имеет важнейшее значение. Большие территории страны 491 200 км², низкая плотность населения, разобщённость центров промышленности и сельского хозяйства, а также удалённость от мировых рынков, делает обладание развитой транспортной системой — жизненно необходимым для Туркменистана.

АЗС в Туркменистане

## Железнодорожный транспорт

Железнодорожный вокзал Ашхабада

Значение железнодорожного транспорта в Туркменистане очень велико.
Протяжённость железных дорог в Туркменистане превышает 3550 км. Электрифицированных дорог нет.

### Афганская граница
Железнодорожный подъездной путь длиной менее 10 км достроен в 1960 году от Кушки (Марыйский велаят) до Торагунди (Гератский вилоят). Реконструкция этой линии советской постройки началось в 2007 году.

## Воздушный транспорт

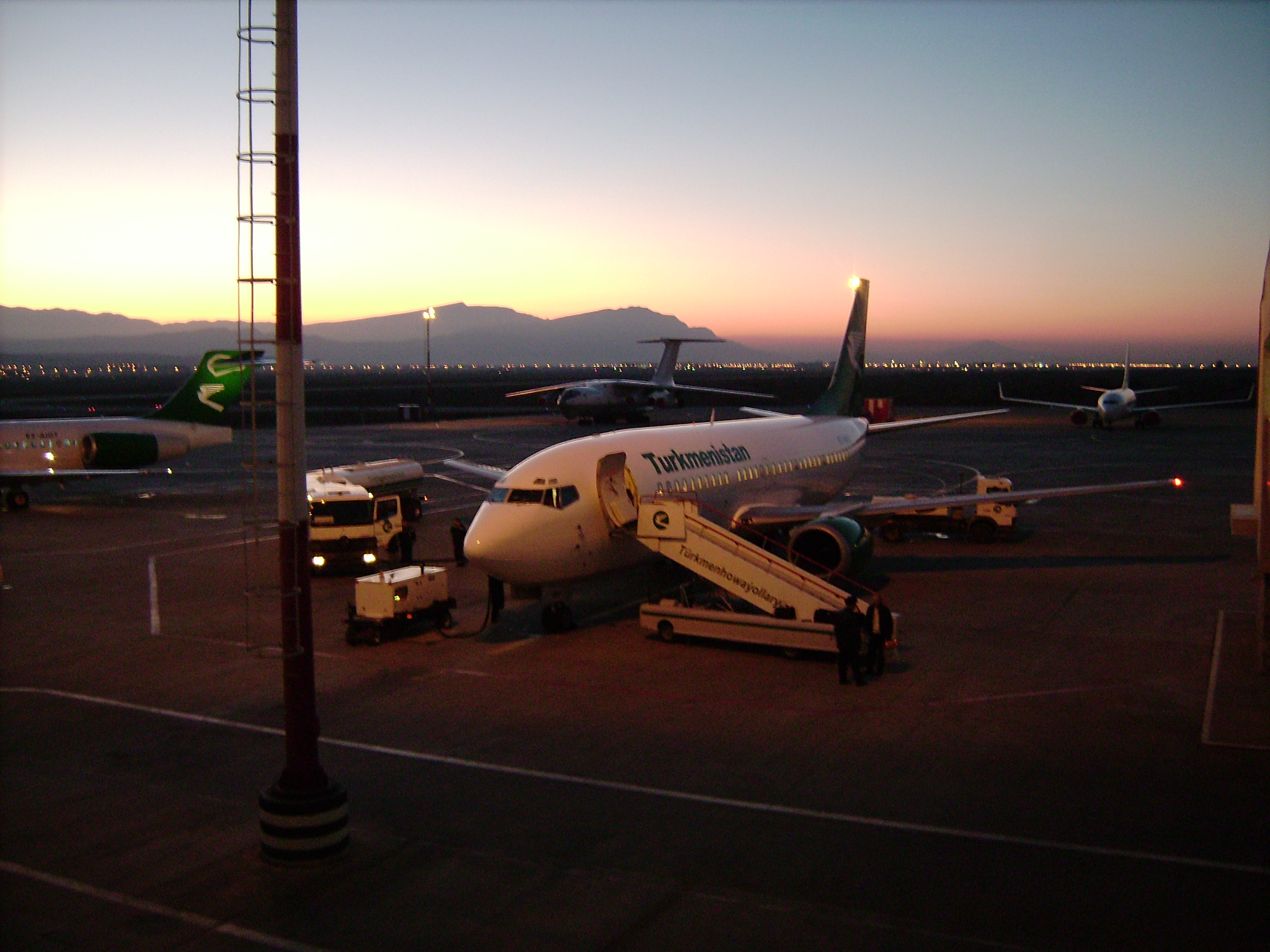
Самолёты авиакомпании в домашнем аэропорту Ашхабада

Воздушный транспорт в Туркменистане играет большую роль и зачастую не имеет альтернативы. В Туркменистане имеется семь крупных аэропортов, из которых шесть обслуживают международные перевозки. Большинство аэропортов недозагружены. Большое значение для отрасли имеет транзит грузовых и пассажирских авиаперевозок между Европой и Азией. Крупнейшей и единственной авиакомпанией Туркменистана является «Туркменские авиалинии». В воздушном пространстве страны предоставляется магистральный коридор для крылатых машин около 40 авиакомпаний мира. Обслуживание и координацию этих полётов обеспечивает автоматизированный центр управления воздушным движением, созданный в Туркменистане при содействии французской компании «Талес».
Последние крупные инвестиционные проекты:
- строительство нового аэропортового комплекса в городе Туркменбаши[1]
- строительство нового аэропортового комплекса в городе Мары
- строительство нового аэропортового комплекса в городе Дашогуз
- строительство нового аэропортового комплекса в городе Ашхабад
- строительство нового аэропортового комплекса в городе Туркменабад
- строительство нового аэропортового комплекса в городке Керки

## Автотранспорт

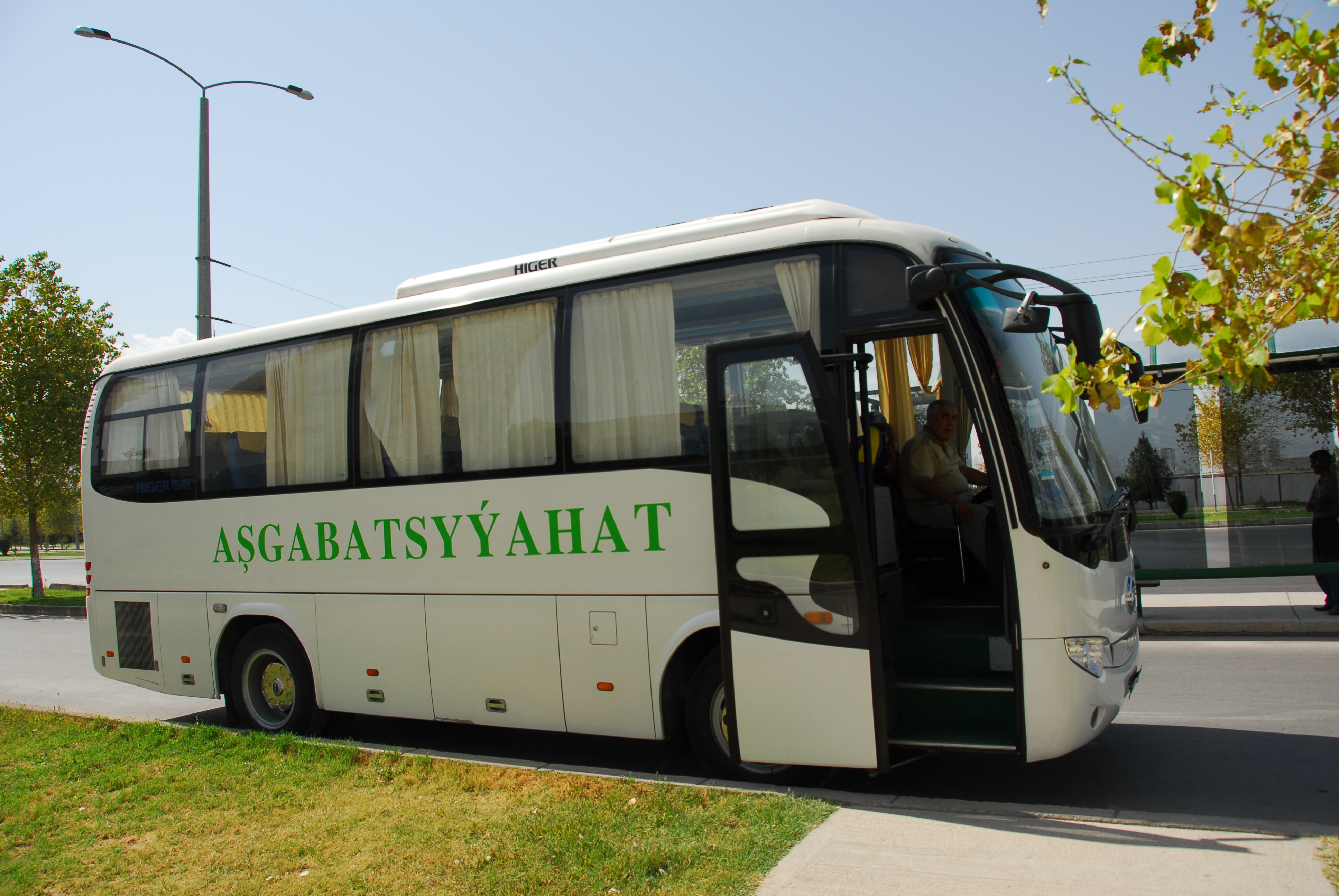
Туристический автобус в Ашхабаде

Строительство новых и модернизация уже существующих автомобильных дорог играет важную роль в развитии страны. В связи с увеличением транспортного потока корректируются уже возведенные дороги, а также планируется строительство новых автомагистралей. Для развития автотранспорта и укрепления материально-технической базы президент Туркменистана Гурбангулы Бердымухамедов подписал Постановление, согласно которому Государственный концерн «Туркменавтоеллары» приобретет автотранспорт «МАЗ» по контракту с ООО "Торговый дом «Ярав» — официальным представителем завода «МАЗ». Также заключён контракт с российской фирмой на строительство развязки на автомагистрали города Туркменбаши.
Строительству дорог и автотранспорту всегда уделялось большое внимание. Так, в 2004 году был снят с должности министр автомобильного транспорта и автодорог Туркменистана Баймухамет Келов за хищение госсредств и недостатки в работе
В октябре 2017 года начато строительство первой в Туркменистане автомагистрали Ашхабад — Туркменбаши на запад страны до побережья Каспия. Должен быть введён в строй через три года.
В апреле 2019 года было объявлено, что Туркменистан построит новую автомобильную дорогу Туркменбаши (бывший Красноводск) — Гарабогаз — Казахстан на север вдоль побережья Каспийского моря. Эта трасса будет продолжением строящейся автомагистрали Ашхабад-Туркменбаши.
В октябре 2021 года был введён в эксплуатацию первый участок автобана Ашхабад — Туркменабат (участок Ашхабад—Теджен) протяженностью 203 км. Следующий участок Теджен—Мары длиной 288 км был открыт в апреле 2024 года.

## Морской транспорт

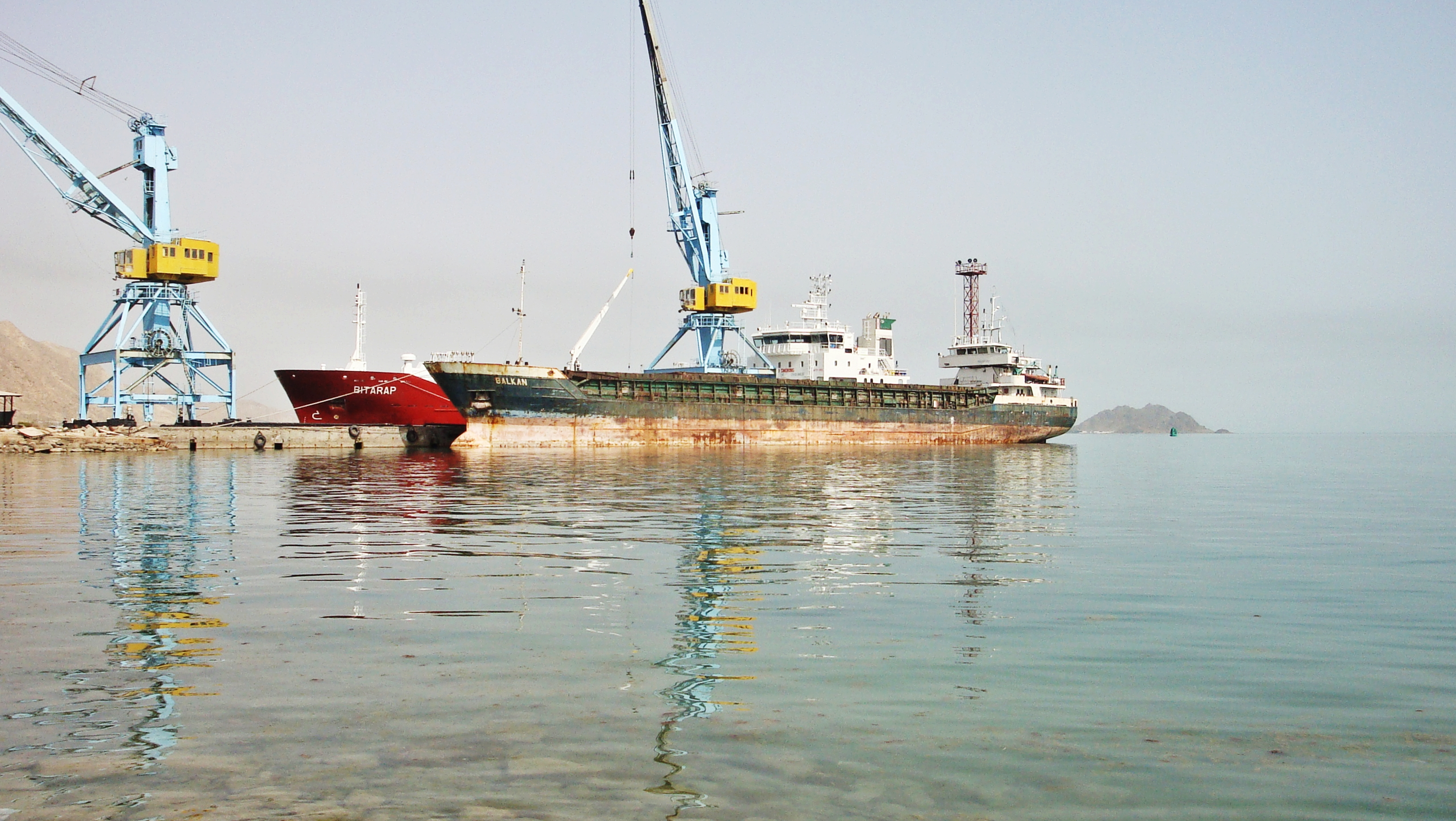
Туркменбашинский международный морской порт

Правительственной регулирующей организацией является Государственная служба морского и речного транспорта Туркменистана. Служба занимается перевозкой всех видов грузов, но весомую долю в перевозках составляют нефть и нефтепродукты.
Действует Туркменбашинский международный морской порт.
Национальным морским перевозчиком является ЗАО «Морской торговый флот».

### Паромные переправы
Составной частью транспортной системы Туркменистана в международных транспортных проектах и коридорах являются железнодорожные паромные переправы Баку — Туркменбаши, Туркменбаши — Астрахань. Первая из них, Баку — Туркменбаши (тогда ещё — Красноводск) начала действовать в 1963 году. Паромы являются железнодорожными и железнодорожно-автомобильными, перевозящие не только железнодорожные составы, но и автомобили, а также пассажиров.
Осуществляется перевозка нефтепродуктов, стройматериалов, удобрений, зерна, насыпных грузов. В 2023 году суднами флота перевезено более 2 млн тонн грузов. За 2023 год сухогрузами и паромами перевезено более 4 000 контейнеров, более 15 000 автомобилей и иной техники. Действуют суда класса RO-PAX «Berkarar» и «Bagtyýar». Среднее время доставки груза составляет 12 часов. 
В состав флота Туркменистана входят сухогрузные суда, танкеры по перевозке нефти и нефтепродуктов, пассажирские суда, автомобильно-пассажирские паромы, яхты, буксировщики, вспомогательные суда. Осуществляются перевозки в Астрахань, Актау, Баку, Энзели, Ноушехр, Бендер-Торкемен.

### Речные линии
1873 год считается официальным началом организованного судоходства на Амударье. В 1890 году на Амударье основывается военная плотина. В 1917 на Амударье трудились 20 самоходных и 50 несамоходных судов, а также около 1500 лодок. В 1923 году в Чарджоу было создано Среднеазиатское пароходство. 15 августа 1992 года было образовано Туркменское речное пароходство, преобразованное в 2003 году в Производственное объединение «Деряеллары». В пределах территории Туркменистана объединение обслуживает судоходную часть Амударьи протяжённостью 813 километров, а также Каракумский канал протяжённостью 200 километров.

## Галерея

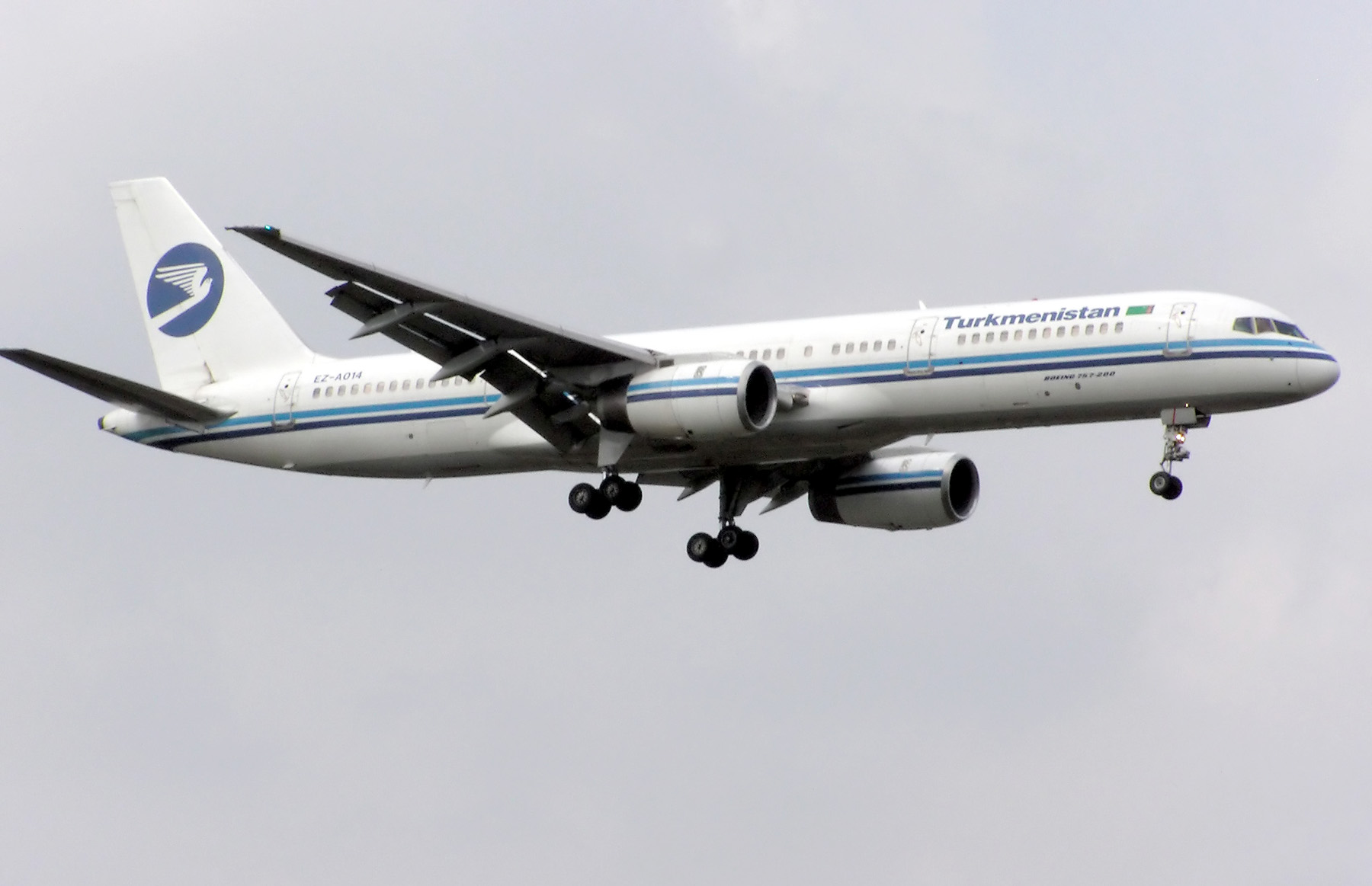
Боинг 757-200 Туркменских авиалиний в полёте
Министерство железнодорожного транспорта Туркменистана
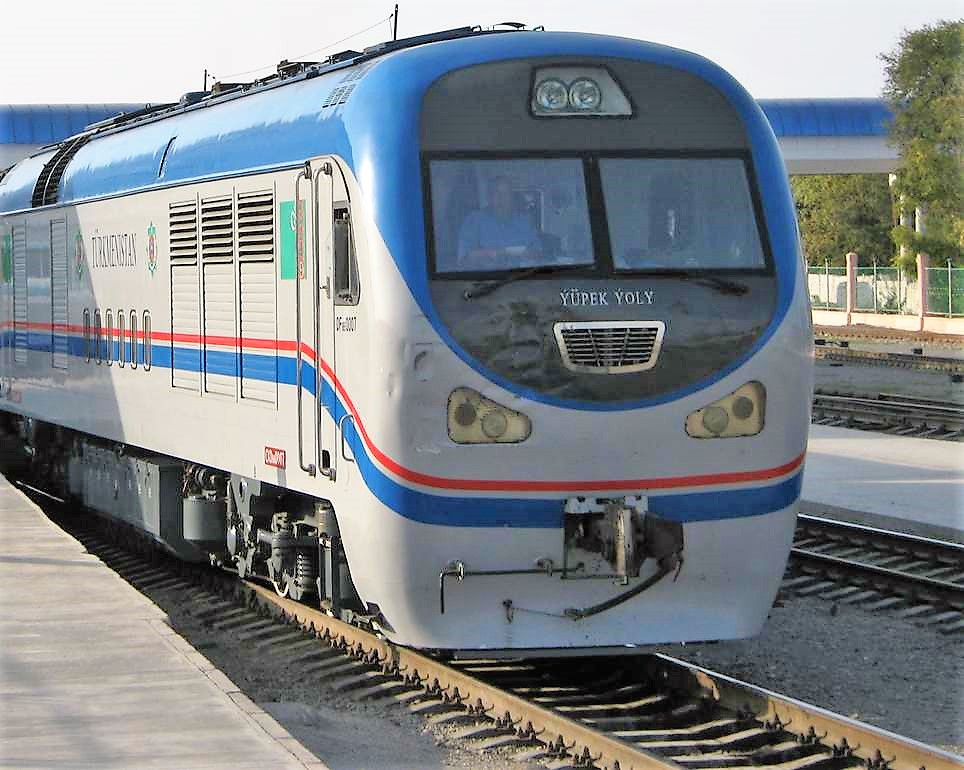
Тепловоз CKD9A китайского производства